# 生活安全条例
生活安全条例（せいかつあんぜんじょうれい）とは、地方公共団体の治安維持に関する条例である。

## 概要
地域住民に対する意識啓発、防犯ボランティアに対する助言等の支援を行い、住宅、道路・公園等、学校等に関する防犯指針を定めることなどを規定する。
都道府県では、大阪府が2002年に制定したのが最初である。
刑法犯認知総数が1993年に180万1,150件と戦後最高を記録したことを背景に、1994年の警察法改正によって警察庁が生活安全局を設置し、「地域において犯罪、事故、災害の被害を未然に防止する活動－地域安全活動－をより強く推進」する姿勢を強めたことが契機とされる。条例の多くは、防犯協会が市町村に陳情したり、警察が都道府県や市町村に要請したりして制定されている。

## 懸念
日本共産党は同条例の運用によっては警察が市民を監視し市民生活に介入するおそれがあるとして反対している
。
日本体育大学教授の憲法学者である清水雅彦は警察比例の原則を緩和するものとして生活安全条例を批判している

。

## 都道府県の条例
| 都道府県 | 条例名                                           |
| -------- | ------------------------------------------------ |
| 北海道   | 北海道犯罪者のない安全で安心な地域づくり条例     |
| 秋田県   | 秋田県安全安心まちづくり条例                     |
| 茨城県   | 茨城県安全安心まちづくり条例                     |
| 栃木県   | 栃木県安全で安心なまちづくり基本条例             |
| 群馬県   | 群馬県犯罪防止推進条例                           |
| 埼玉県   | 埼玉県防犯のまちづくり推進条例                   |
| 千葉県   | 千葉県安全で安心なまちづくりの促進に関する条例   |
| 東京都   | 東京都安全安心まちづくり条例                     |
| 神奈川県 | 神奈川県犯罪のない安全安心まちづくり推進条例     |
| 山梨県   | 山梨県安全安心なまちづくり条例                   |
| 新潟県   | 新潟県犯罪のない安全で安心なまちづくり条例       |
| 富山県   | 富山県安全なまちづくり条例                       |
| 石川県   | 石川県防犯まちづくり条例                         |
| 福井県   | 福井県安全で安心なまちづくりの推進に関する条例   |
| 静岡県   | 静岡県防犯まちづくり条例                         |
| 愛知県   | 愛知県安全なまちづくり条例                       |
| 三重県   | 犯罪のない安全で安心な三重のまちづくり条例       |
| 滋賀県   | 「なくそう犯罪」滋賀安全まちづくり条例           |
| 京都府   | 京都府犯罪のない安全安心なまちづくり条例         |
| 大阪府   | 大阪府安全なまちづくり条例                       |
| 広島県   | 「減らそう」犯罪ひろしま安全なまちづくり推進条例 |
| 香川県   | 香川県犯罪のない安全で安心なまちづくり推進条例   |
| 福岡県   | 福岡県安全・安心まちづくり条例                   |
| 長崎県   | 長崎県犯罪のない安全安心まちづくり条例           |
| 大分県   | 大分県安全安心まちづくり条例                     |
| 熊本県   | 熊本県犯罪の起きにくい安全安心まちづくり条例     |
| 宮崎県   | 宮崎県犯罪のない安全で安心なまちづくり条例       |
| 沖縄県   | ちゅらうちなー安全なまちづくり条例               |

## 関連書籍
- 「生活安全条例」研究会『生活安全条例とは何か―監視社会の先にあるもの』現代人文社、2005年。ISBN 9784877982447。
- 成田頼明『これで実践! 地域安全力の創造 生活安全条例と先進事例の実際』第一法規出版、2006年。ISBN 9784474019652。
- 清水雅彦 「治安政策としての「安全・安心まちづくり」―監視と管理の招牌」社会評論社、2007年。ISBN 9784784514632。